# Дмитрий Харин
Дмитрий Викторович Харин е бивш руски футболен вратар. Най-известен с изявите си за Челси и руския национален отбор. Олимпийки шампион в тима на СССР през 1988 г. В началото на 90-те г. е бил рекламно лице на Сникърс.

## Клубна кариера
Харин започва кариерата си в тима на Торпедо Москва. Дебютира на 21 ноември 1984 г. в мач със СКА Ростов. Тогава Дмитрий е едва на 16 години и 97 дни. И до днес държи рекорда за най-млад вратар, играл в шампионатите на Русия и СССР. Харин е резерва на Валерий Саричев, но през 1986 г. успява да го измести от титулярното място. Същата година става носител на Купата на СССР. През 1988 г. вратарят е закупен от ФК Динамо Москва. По време на престоя си в Динамо дели титулярното място с Александър Уваров. През 1990 г. получава тежка травма и пропуска целия сезон. Лекува се в Испания, като клубът поема разноските по лечението даже след изтичането на контракта на Харин.
През лятото на 1991 е привлечен от ЦСКА Москва за заместник на загиналия в автомобилна карастрофа Михаил Ерьомин. В края на сезона „армейците“ печелят последния шампионат на СССР. Много от звездите на отбора преминават в западни отбори, но Харин остава и получава капитанската лента. ЦСКА обаче завършва едва на 5-а позиция в шампионата, а във финала за Купата на СССР губи от Спартак Москва. Все пак тимът успява да отстрани европейския клубен шампион Барселона в Шампионската лига и да се класира за груповата фаза на турнира (по тогавашните правила 2 групи по 4 отбора).
През декември 1992 г. Харин преминава в Челси за 400 000 паунда, като става първият руснак, играл за този тим. Дмитрий става твърд титуляр, но докато е под рамката на вратата, Челси нямат особени успехи и са в средата на таблицата. През 1994 г. Челси достига финала за ФА къп, загубен с 0:4 от Манчестър Юнайтед. През 1996 г. Харин получава тежка травма и отсъства от терените около година. Печели ФА къп през 1997 г., но записва едва 5 срещи през сезона. Когато Джанлука Виали поема Челси, той избира Ед де Гуй за първи избор под рамката и Харин играе крайно рядко. По време на престоя си при „сините“ от 11 дузпи успява да спаси 5 удара, което е рекорд на Премиършип по процент спасени дузпи - 45%.
През лятото на 1999 г. Дмитрий преминава в Селтик. Там обаче вратарят отново е преследван от контузии, което ограничава игровото му време. Поради скандал с треньора Мартин О'Нийл играе крайно рядко и за 3 сезона изиграва само 11 мача.
През 2002 г. отива да играе в осма английска дивизия с екипа на Хончърч. Там той изиграва 23 мача, след което слага край на кариерата си.

## Треньорска кариера
От 2004 до 2013 Харин тренира вратарите на Лутон Таун. През сезон 2015/16 е в треньорския щаб на Теди Шерингам в Стивънидж. Тренира вратарите на Хемел Хемпстед Таун.

## Национален отбор
Харин дебютира на националния тим на СССР през 1986 година. Две години по-късно става олимпийски шампион, като е титуляр във всичките мачове на олимпийския тим на СССР. През 1992 участва на европейското с отбора на ОНД. По-късно участва на Мондиал 1994 и Евро 1996. Последния си мач за Русия изиграва през септември 1998. Общо е изиграл 16 мача за СССР, 9 за ОНД и 23 за Русия. За кратко е капитан на „Сборная“ през 1994 г.

## Успехи

### Клубни
- Шампион на СССР – 1991
- Купа на СССР – 1986
- ФА Къп – 1997
- Купа на Лигата на Англия – 1998
- КНК – 1998
- Суперкупа на УЕФА – 1998
- Шампион на Шотландия – 2001/02
- Купа на Шотландия – 2001

### Национален отбор
- Олимпийски шампион – 1988
- Европейски шампион за юноши – 1985
- Европейски шампион за младежи – 1990